# Igreja de São João de Caselles
A Igreja de São João de Caselles (em catalão:  Església de Sant Joan de Caselles) é uma igreja românica datada do século XII, e está situada na paróquia de Canillo, em Andorra.

## História
Considerada um dos edifícios religiosos mais antigos de Andorra, foi registada inicialmente nos documentos de 1312, como um sítio dependente da Igreja de São Miguel de Prats, também localizada na mesma paróquia de Canillo. A localidade de Caselles também foi mencionada anteriormente em 1162.